# Wanda Palacz
Wanda Palacz – polska gitarzystka, profesor doktor habilitowana sztuk muzycznych, prorektor Akademii Muzycznej im. Karola Szymanowskiego w Katowicach.

## Życiorys
Wanda Palacz w 1984 ukończyła z wyróżnieniem Akademię Muzyczną w Katowicach w klasie gitary Aliny Gruszki. W tym samym roku wyjechała na stypendium rządu hiszpańskiego na studia podyplomowe do profesora José Tomása w Conservatorio Superior de Música w Alicante. W 2004 habilitowała się w zakresie sztuk muzycznych w dyscyplinie instrumentalistyki. W 2014 otrzymała tytuł profesor sztuk muzycznych.
Od 1987 wykłada w swojej macierzystej Akademii Muzycznej. Obecnie na stanowisku profesor nadzwyczajnej w Katedrze Gitary i Harfy Wydziału Wokalno-Instrumentalnego. Od września 2016 sprawuje również funkcję Prorektor ds. dydaktyki i nauki. Wcześniej m.in. prodziekan Wydziału.
Jest laureatką VI Ogólnopolskiego Konkursu Gitarowego w Łodzi oraz konkursu organizowanego przez Polskie Radio „Młodzi muzycy na estradzie i antenie”.
Prowadzi działalność koncertową jako solistka i kameralistka. Dokonała szeregu nagrań radiowych i telewizyjnych. Jest zapraszana do prac jury krajowych i zagranicznych konkursów gitarowych. Prowadzi kursy mistrzowskie i metodyczne.
Promotorka doktoratu Ewy Jabłczyńskiej. Wśród jej uczniów jest także Marcin Dylla.